# Глушко, Александр Кондратьевич
Александр Кондратьевич Глушко (укр. Олекса́ндр Кіндра́тович Глушко́) род. 14 августа 1938, с. Покровка (ныне Очаковского района Николаевской области Украины) — украинский и советский писатель

, журналист, педагог, главный редактор журнала «Вітчизна». Заслуженный журналист Украины, кандидат филологических наук.

## Биография
Родился на Николаевщине. Среднее образование получил в послевоенные годы в Днепропетровске. Работал по комсомольской путевке на строительстве металлургического завода в Темиртау.
С 1960 по 1966 год учился на факультете журналистики Киевского университета им. Тараса Шевченко.
Работал в газете «Южная правда». В течение пяти лет был редактором молодежной газеты Николаевщины «Ленинское племя». Прошëл профессиональный путь от заведующего отделом писем районной газеты до главного редактора литературно-художественного и общественно-политического журнала писателей Украины «Вітчизна» (рус. «Отечество»).
Окончил аспирантуру Академии общественных наук в Москве. Диссертацию кандидата филологических наук, посвященную идейно-тематическим поискам новеллистики 70-х годов XX века, защитил на кафедре теории литературы и литературной критики Академии общественных наук.
Доцент. Преподает курс мастерства журналистского расследования и основ художественно-публицистических жанров в Институте журналистики КНУ имени Тараса Шевченко .
С 1982 — член союза писателей Украины.

## Творчество
Александр Глушко — автор 12 опубликованных книг прозы, критики, публицистики, в частности: исторических романов «Кинбурн» (1988), «Прыжок тарпана» (1998), сборников рассказов «Оливковая роща» (1981), «Фонтан с музыкой» (1989), сборника новелл «Итальянское каприччо» (2008), сборников художественно-документальных произведений «Огни маяков» (1970), «Феномен лидера» (2004), документальной новеллы "А годы как птицы..." (1998), художественно-документальной повести "Лебединая песня в ритме козацкого марша" (2013), романа "Триумф и крах" (2018) и др.
Среди научных трудов — монографии «На быстрине времени» (1980), «С позиций социального оптимизма» (1983), учебные пособия «Основы журналистских знаний» (2001), «Журналистское расследование: история, теория, практика» (2006), сборник публицистики "Куда ты идешь, Украина" (2012), монография "Художественная публицистика: европейские традиции и современность" (2010).

## Награды и премии
- Орден «За заслуги» ІІІ степени (2003)
- Орден святого равноапостольного великого князя Владимира
- Орден Святителя Николая Чудотворца
- Орден Святого Архангела Михаила
- Почётный знак отличия Национального союза писателей Украины (2013)
- журналистская премия «Золотое перо»
- грамота Верховной Рады Украины
- Литературная премия им. Олеся Гончара (за новелистику, 1994),
- республиканская премия за лучший роман 1999 года им. А. Головко (1999)
- Ветеран труда (1983).